# 서울디자인전문학교
서울디자인전문학교는 서울특별시 금천구 소재의 2년제 디자인전문학교이다.
국내 최초이자 유일하게 전문학교 중 디자인 단일분야만 교육을 진행하고 있으며, 설립 후 20년이 지난 지금까지 전통을 유지하고 있다. 
최근 문제가 되는 일반대학과 전문학교의 예체능 학과 정원감축이나 학과 통폐합을 걱정하지 않아도 되는 유일한 학교이며, 학생과 소통이 되고 나아가 국내외로 인정받는 디자이너를 만드는데 교육목표를 두고 있다.
폐교되었다.

## 연혁
- 1997년 1월 6일 : 재단법인 서울디지털디자인전문학교 설립인가
- 2009년 9월 3일 : '서울디자인전문학교'로 학교명 변경

## 개설계열
- 조형예술계열
  - 회화
  - 아동미술
- 패션디자인계열
  - 패션디자인
  - 패션스타일리스트
- 시각디자인계열
  - 시각디자인
  - 일러스트레이션
  - 색채비지니스
  - 웹툰창작
  - 웹/모바일디자인
  - 게임디자인
- 뉴미디어디자인계열
  - 인터렉션디자인
  - 커뮤니케이션디자인
  - 영상디자인
- 공간디자인곙열
  - 실내디자인
  - 건축디자인
  - 가구디자인
  - 실내건스플레경디자인